# 第四郡
第四郡是越南胡志明市下辖的一个郡。面积4平方公里，2019年总人口175000人。西贡港位于第四郡管辖范围之内。

## 地理
第四郡东北接守德市，西接第五郡，西南接第八郡，南接第七郡，北和西北接第一郡。

## 历史
1976年5月20日，西贡-嘉定市革命人民委员会重新划分第四郡下辖各坊为第一坊、第二坊、第三坊、第四坊、第五坊、第六坊、第七坊、第八坊、第九坊、第十坊、第十一坊、第十二坊、第十三坊、第十四坊、第十五坊、第十六坊、第十七坊、第十八坊18坊。
1976年7月2日，越南正式统一，西贡-嘉定市更名为胡志明市。第四郡随之划归胡志明市管辖。
1982年8月26日，第十一坊并入第八坊。
1985年11月1日，第七坊并入第六坊和第九坊；第十七坊并入第十六坊和第十八坊。
2020年12月9日，第五坊并入第二坊，第十二坊并入第十三坊。
2024年11月14日，越南国会常务委员会通过决议，自2025年1月1日起，第六坊并入第九坊，第十坊并入第八坊，第十四坊并入第十五坊。

## 行政区划
第四郡下辖10坊，郡人民委员会位于第十三坊。
- 第一坊（Phường 1）
- 第二坊（Phường 2）
- 第三坊（Phường 3）
- 第四坊（Phường 4）
- 第八坊（Phường 8）
- 第九坊（Phường 9）
- 第十三坊（Phường 13）
- 第十五坊（Phường 15）
- 第十六坊（Phường 16）
- 第十八坊（Phường 18）